# Delosperma
Delosperma är ett släkte av isörtsväxter. Delosperma ingår i familjen isörtsväxter.

## Bildgalleri

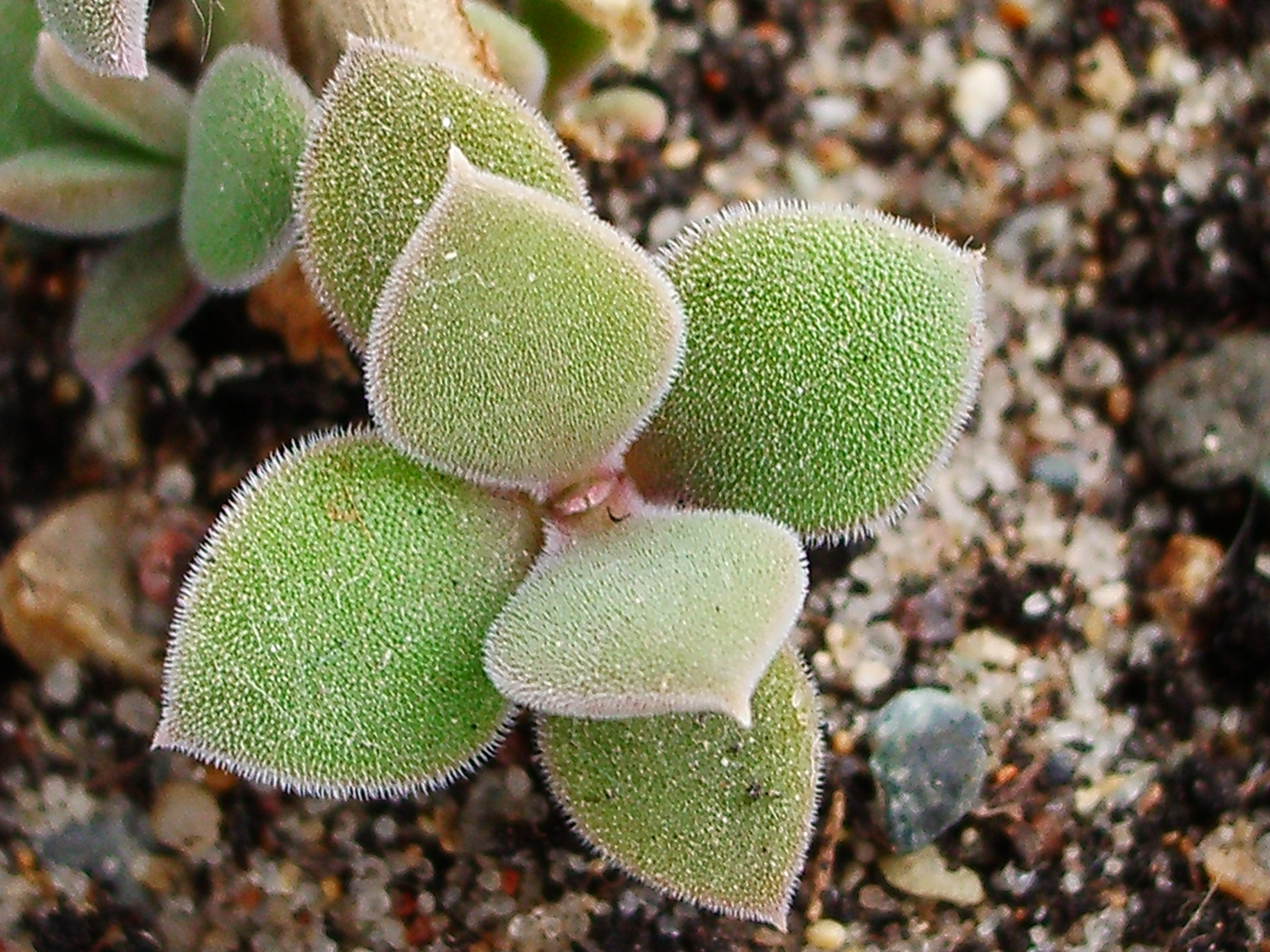
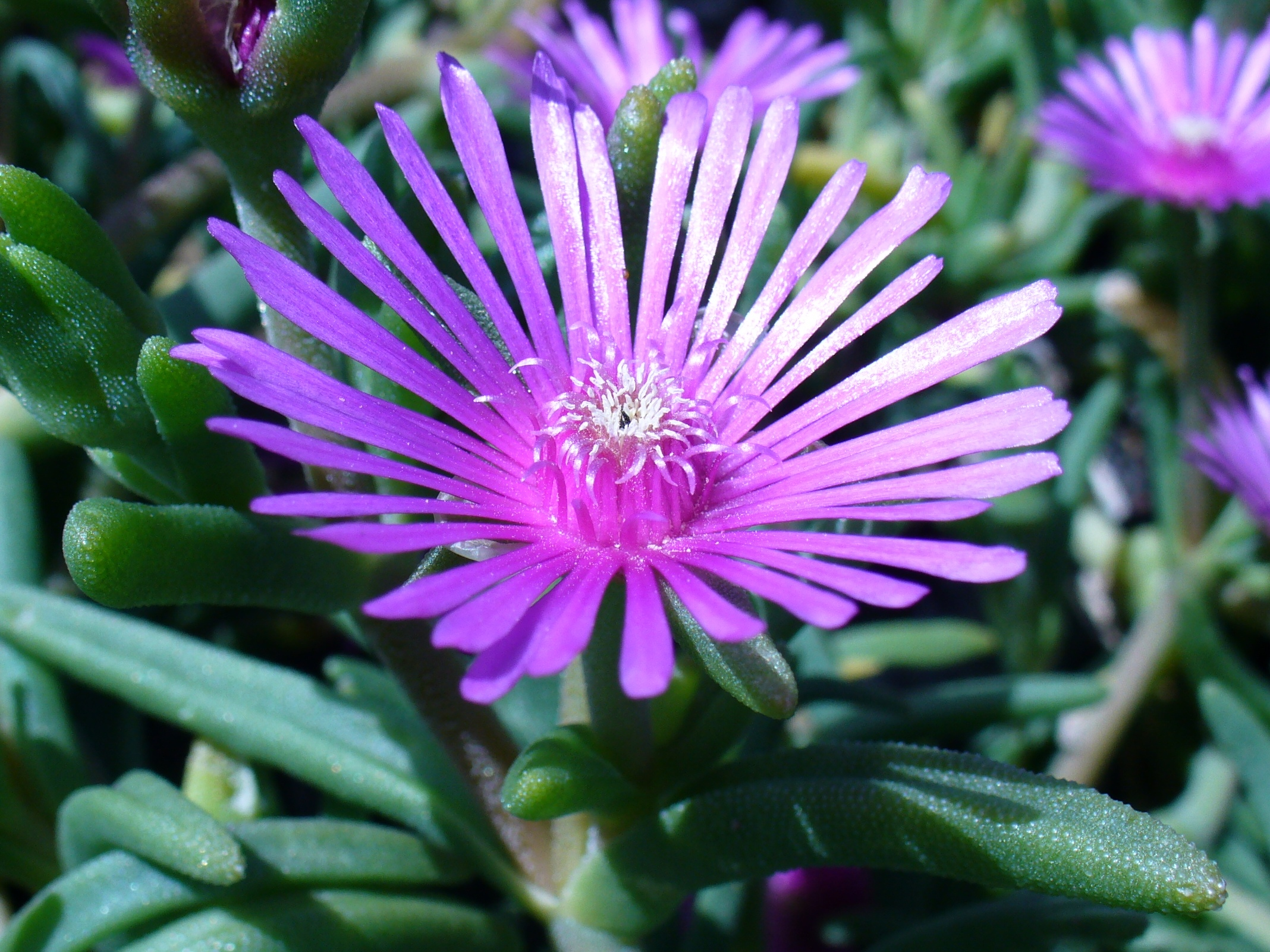
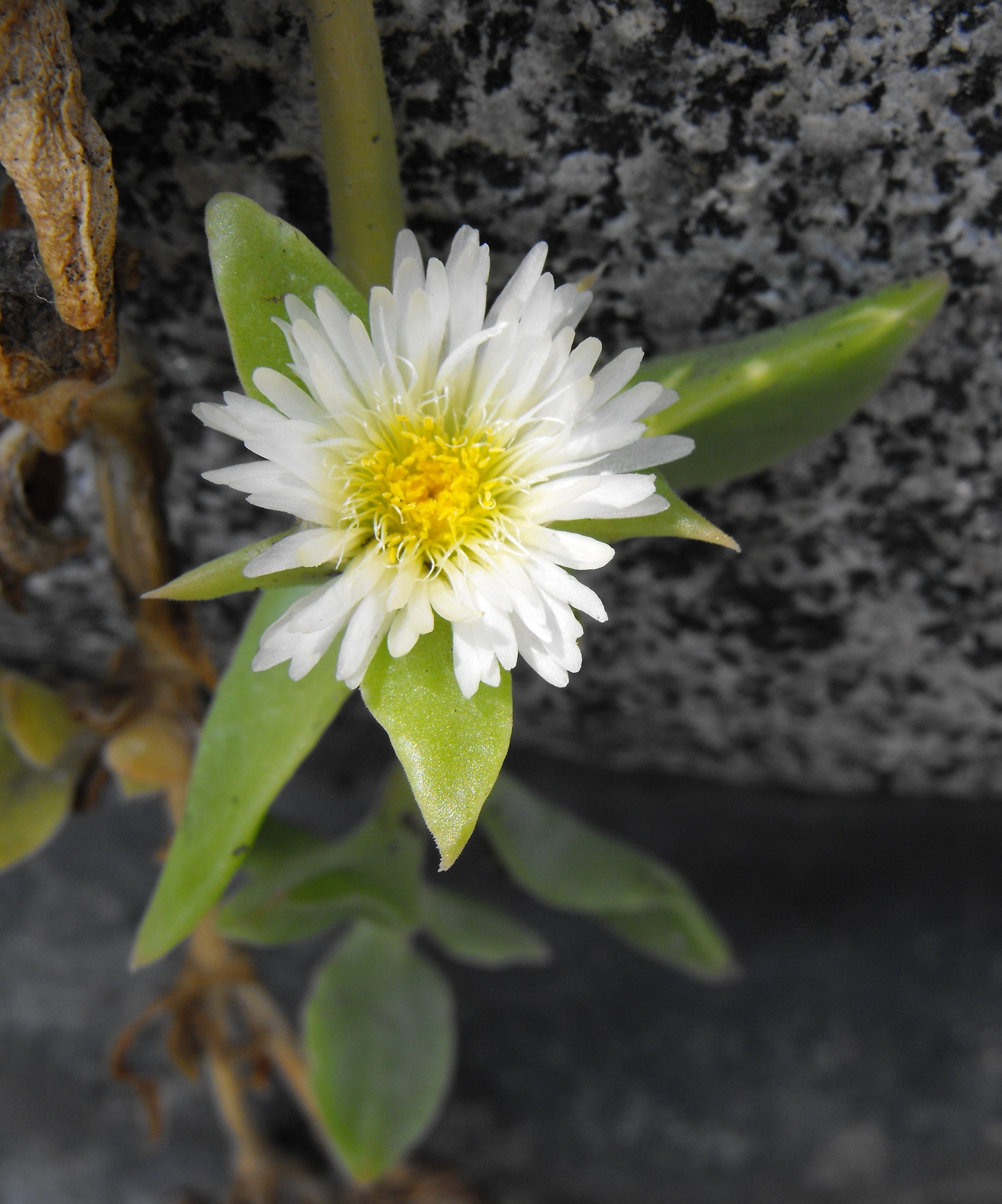
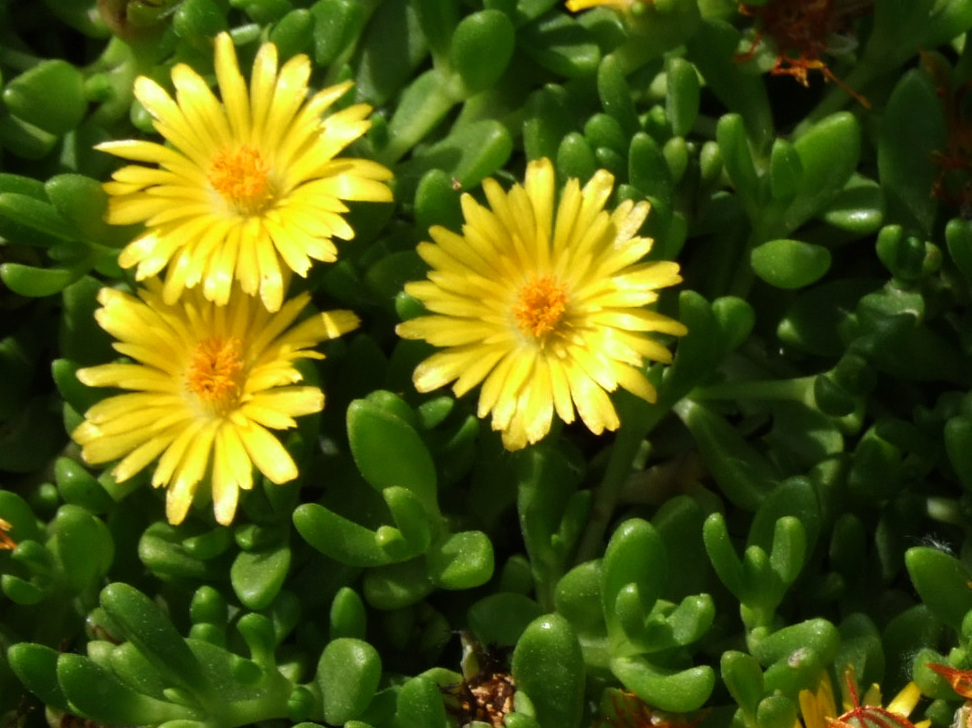
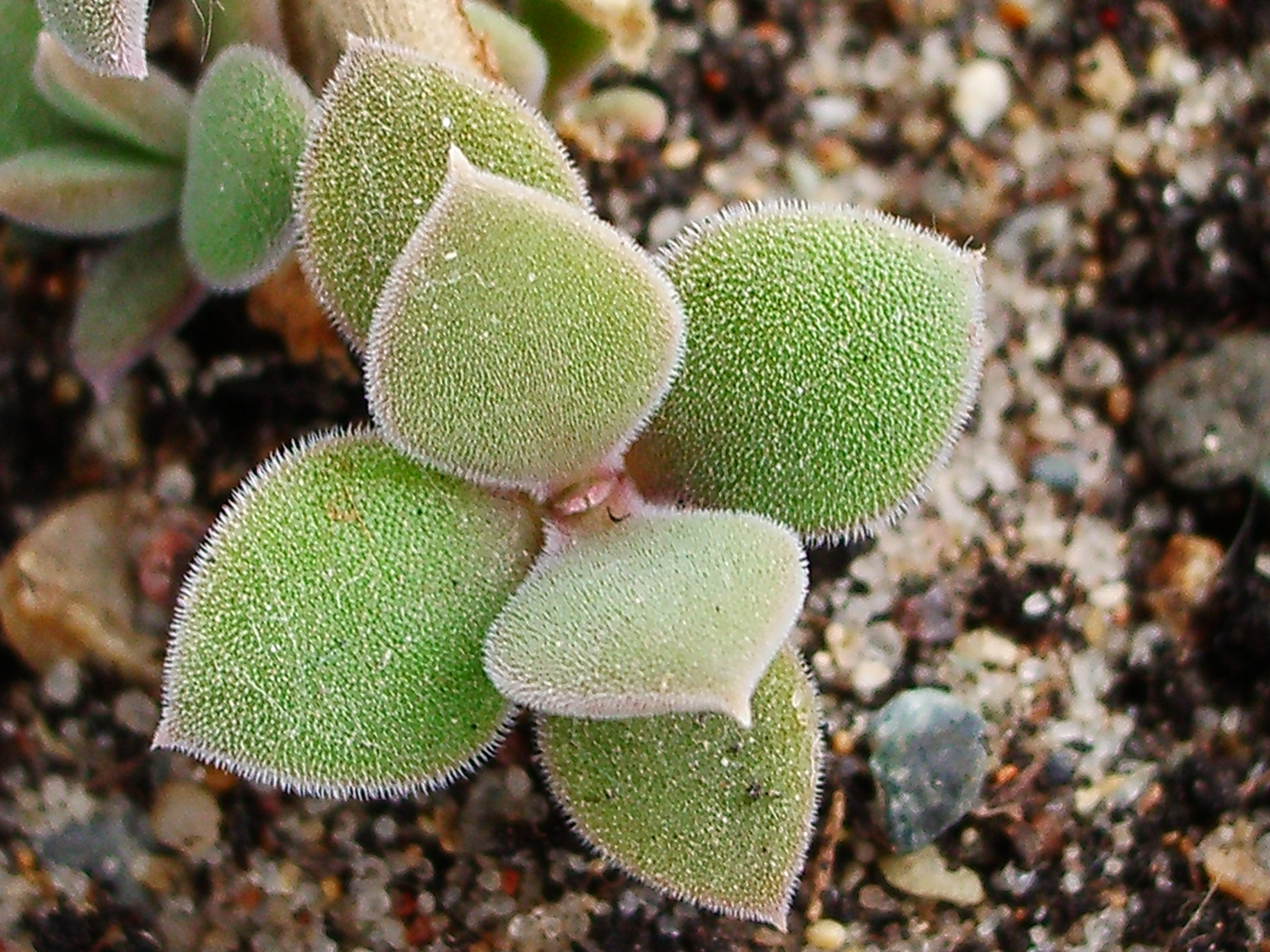
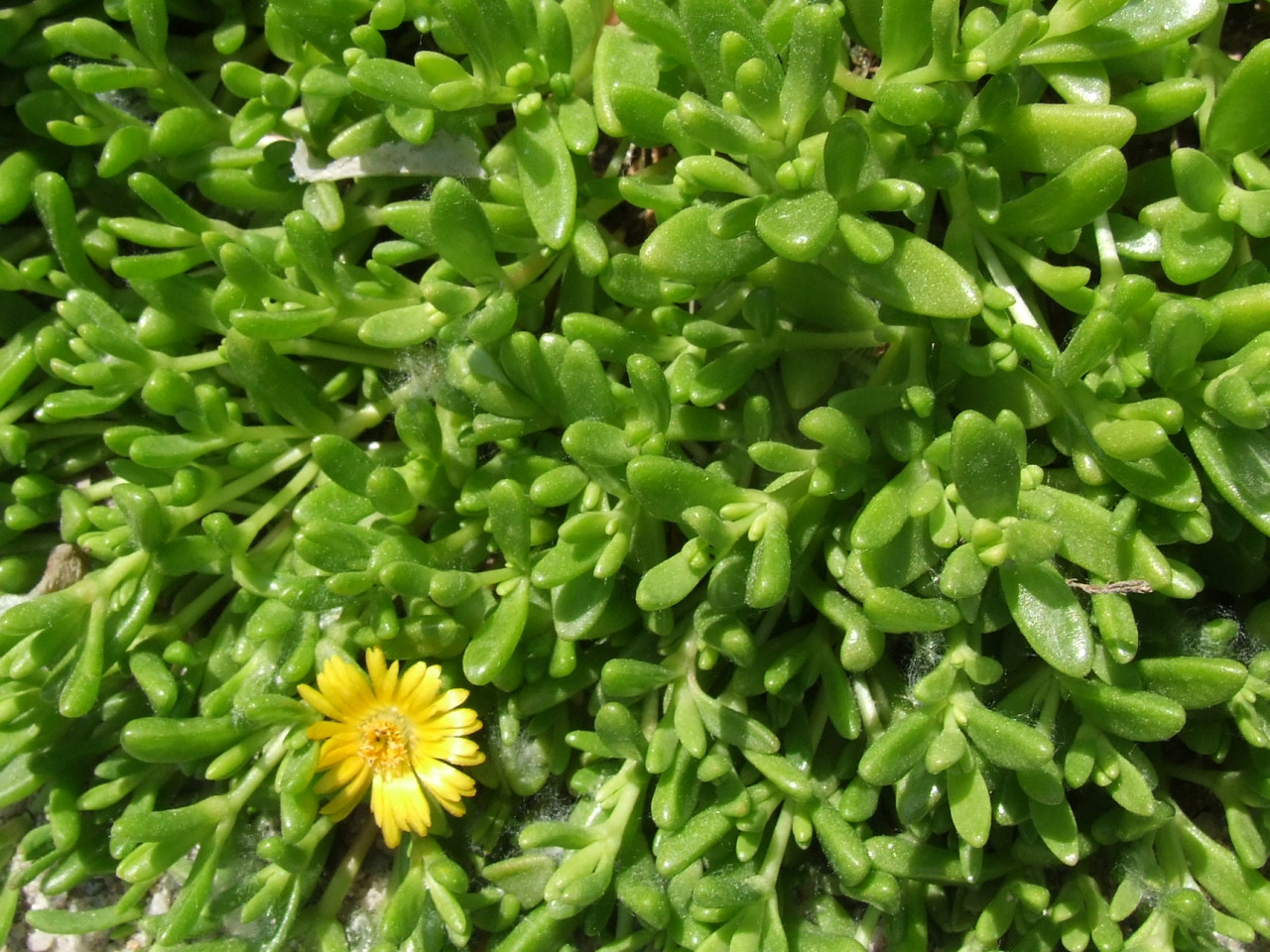

## Dottertaxa tillDelosperma, i alfabetisk ordning[1]
- Delosperma aberdeenense
- Delosperma abyssinicum
- Delosperma acocksii
- Delosperma acuminatum
- Delosperma adamantinum
- Delosperma adelaidense
- Delosperma aereum
- Delosperma affine
- Delosperma aliwalense
- Delosperma alpinum
- Delosperma alticola
- Delosperma annulare
- Delosperma ashtonii
- Delosperma asperulum
- Delosperma basuticum
- Delosperma bosseranum
- Delosperma brevipetalum
- Delosperma brevisepalum
- Delosperma brunnthaleri
- Delosperma burtoniae
- Delosperma caespitosum
- Delosperma calitzdorpense
- Delosperma calycinum
- Delosperma carolinense
- Delosperma carterae
- Delosperma clavipes
- Delosperma cloeteae
- Delosperma concavum
- Delosperma congestum
- Delosperma cooperi
- Delosperma crassuloides
- Delosperma crassum
- Delosperma cronemeyerianum
- Delosperma davyi
- Delosperma deilanthoides
- Delosperma deleeuwiae
- Delosperma denticulatum
- Delosperma dolomitica
- Delosperma dunense
- Delosperma dyeri
- Delosperma echinatum
- Delosperma erectum
- Delosperma esterhuyseniae
- Delosperma ficksbergense
- Delosperma floribundum
- Delosperma framesii
- Delosperma fredericii
- Delosperma frutescens
- Delosperma galpinii
- Delosperma gautengense
- Delosperma gerstneri
- Delosperma giffenii
- Delosperma gracile
- Delosperma gramineum
- Delosperma grantiae
- Delosperma gratiae
- Delosperma guthriei
- Delosperma harazianum
- Delosperma herbeum
- Delosperma hirtum
- Delosperma hollandii
- Delosperma holzbecherorum
- Delosperma imbricatum
- Delosperma inaequale
- Delosperma incomptum
- Delosperma inconspicuum
- Delosperma intonsum
- Delosperma invalidum
- Delosperma jansei
- Delosperma karroicum
- Delosperma katbergense
- Delosperma klinghardtianum
- Delosperma knox-daviesii
- Delosperma kofleri
- Delosperma lavisiae
- Delosperma laxipetalum
- Delosperma lebomboense
- Delosperma leendertziae
- Delosperma leightoniae
- Delosperma liebenbergii
- Delosperma lineare
- Delosperma litorale
- Delosperma lootsbergense
- Delosperma luckhoffii
- Delosperma luteum
- Delosperma lydenburgense
- Delosperma macellum
- Delosperma macrostigma
- Delosperma mahonii
- Delosperma mariae
- Delosperma maxwellii
- Delosperma monanthemum
- Delosperma muirii
- Delosperma multiflorum
- Delosperma nakurense
- Delosperma napiforme
- Delosperma neethlingiae
- Delosperma nelii
- Delosperma nubigenum
- Delosperma obtusum
- Delosperma oehleri
- Delosperma ornatulum
- Delosperma pachyrhizum
- Delosperma pageanum
- Delosperma pallidum
- Delosperma parentum
- Delosperma parviflorum
- Delosperma patersoniae
- Delosperma peersii
- Delosperma peglerae
- Delosperma pilosulum
- Delosperma platysepalum
- Delosperma pondoense
- Delosperma pontii
- Delosperma pottsii
- Delosperma prasinum
- Delosperma pubipetalum
- Delosperma purpureum
- Delosperma repens
- Delosperma reynoldsii
- Delosperma rileyi
- Delosperma robustum
- Delosperma rogersii
- Delosperma roseopurpureum
- Delosperma saturatum
- Delosperma sawdahense
- Delosperma saxicolor
- Delosperma scabripes
- Delosperma schimperi
- Delosperma seanii-hoganii
- Delosperma smytheae
- Delosperma sphalmanthoides
- Delosperma stenandrum
- Delosperma steytlerae
- Delosperma subclavatum
- Delosperma subincanum
- Delosperma subpetiolatum
- Delosperma sulcatum
- Delosperma sutherlandii
- Delosperma suttoniae
- Delosperma testaceum
- Delosperma tradescantioides
- Delosperma truteri
- Delosperma uitenhagense
- Delosperma uncinatum
- Delosperma uniflorum
- Delosperma vandermerwei
- Delosperma waterbergense
- Delosperma velutinum
- Delosperma verecundum
- Delosperma vernicolor
- Delosperma versicolor
- Delosperma wethamae
- Delosperma wilmaniae
- Delosperma vinaceum
- Delosperma virens
- Delosperma wiunii
- Delosperma vogtsii
- Delosperma zeederbergii
- Delosperma zoeae
- Delosperma zoutpansbergense